# Fatlind Shoshaj
Fatlind Shoshaj (11 november 2002) is een Belgisch-Kosovaars basketballer.

## Carrière
Shoshaj speelde in de jeugd van BBC Eligio Deurne, Nieuw Brabo Antwerpen en Antwerp Giants. Bij de Giants speelde hij uiteindelijk voor de tweede ploeg. Hij verliet de Giants in 2021 en trok naar Kangoeroes Mechelen waar hij deels ook uitkwam voor de eerste ploeg. In  januari 2023 verliet hij de club en speelde de rest van het seizoen 2022/23 uit bij het Kosovaarse KB Peja. Voor het seizoen 2023/24 tekende hij bij tweedeklasser Gembo Borgerhout. Hij verliet de club in januari 2025 voor het Kosovaarse KB Prishtina.

### Nationale ploeg
Shoshaj was een Kosovaars jeugdinternational.